# Forandia
Forandia är ett släkte av skalbaggar. Forandia ingår i familjen vivlar.
Kladogram enligt Catalogue of Life:
| Forandia | \| \| Forandia duplex \| \| \| \| |
|          | \| \| Forandia duplex \| \| \| \| |
|          | Forandia duplex                   |
|          |                                   |